# Módulo rural
No Brasil,  módulo rural é uma unidade de medida agrária, expressa em hectares, que busca refletir a interdependência entre a dimensão, a situação geográfica e as condições de aproveitamento econômico do imóvel rural. 
O conceito de módulo rural deriva do conceito de propriedade familiar, que, nos termos do inciso II, do artigo 4º da Lei nº 4.504/64 (Estatuto da Terra), é entendida como: "o imóvel rural que, direta e pessoalmente, explorado pelo agricultor e sua família, lhes absorva toda força de trabalho, garantindo-lhes a subsistência e o progresso social e econômico, com área máxima fixada para cada região e tipo de exploração, e eventualmente trabalhado com ajuda de terceiros".
O módulo rural, calculado para cada imóvel a partir dos dados constantes no cadastro de Imóveis Rurais no SNCR (Sistema Nacional de Cadastro Rural) gerenciado pelo Instituto Nacional de Colonização e Reforma Agrária (INCRA), é considerado como unidade de medida que permite estabelecer uma comparação mais adequada entre os imóveis rurais, pois leva em consideração outros atributos do imóvel, além de sua dimensão.

## Aplicações do módulo rural
O módulo rural é utilizado para:
- determinação da Fração Mínima de Parcelamento - FMP,[2][3] que corresponde à área mínima que pode ser fracionada no Registro de Imóveis, para constituição de um novo imóvel rural.
- enquadramento sindical rural dos proprietários, com base no número de módulos rurais calculado;
- limitação da aquisição de imóvel rural por estrangeiro, pessoa física ou jurídica;
- definição do universo de beneficiários do  Fundo de Terras e da Reforma Agrária - Banco da Terra  (Lei Complementar n.º 93, de 4 de fevereiro de 1998), e do Programa Nacional de Crédito Fundiário (PNCF)[4];
- parâmetro bancário de área penhorável.